# Lee Nogan
Paul Nogan (Cardiff, 21 maggio 1969) è un ex calciatore gallese, di ruolo attaccante.

## Biografia
Suo fratello minore Kurt è stato a sua volta un calciatore professionista.

## Carriera

### Giocatore

#### Club
Nella parte finale della stagione 1986-1987, iniziata nelle giovanili degli inglesi dell'Oxford Utd, viene ceduto in prestito al Brentford, club di terza divisione, con cui all'età di 18 anni esordisce tra i professionisti, segnando 2 reti in 11 presenze; nella stagione successiva, invece, dopo un breve periodo in prestito al Southend Utd (6 presenze ed una rete in terza divisione) gioca 3 partite in prima divisione con l'Oxford United, che a fine stagione retrocede però in seconda divisione, categoria nella quale Nogan dopo un biennio da riserva (7 presenze totali tra il 1988 ed il 1990) a partire dalla stagione 1990-1991, nella quale mette a segno 5 reti in 32 presenze. Nella stagione 1991-1992 mette invece a segno 5 reti in 22 presenze per poi nel dicembre del 1991 venire ceduto a campionato in corso al Watford, con cui mette a segno altre 5 reti in 23 presenze. Fatto salvo un periodo in prestito al Southend United nei mesi conclusivi della stagione 1993-1994 (nei quali gioca 5 partite in seconda divisione), l'attaccante gallese continua a giocare in seconda divisione al Watford fino al gennaio del 1995, quando viene ceduto al Reading, altro club della medesima categoria, con il quale nell'arco di due stagioni e mezzo mette a segno 26 reti in 91 presenze in partite di campionato, alle quali aggiunge 6 presenze senza reti durante un periodo in prestito al Notts County in terza divisione nei mesi conclusivi della stagione 1996-1997.
Nell'estate del 1997 si accasa al Grimsby Town, con cui nella stagione 1997-1998 vince un Football League Trophy e, grazie alla vittoria dei play-off, conquista una promozione dalla terza alla seconda divisione, categoria nella quale torna quindi a giocare per un'ultima stagione in carriera durante la stagione 1998-1999: tra il 1999 ed il 2009, anno in cui all'età di 40 anni si ritira, gioca infatti principalmente in quarta divisione (fanno eccezione le 7 presenze con il Luton Town in terza divisione nella stagione 2000-2001 e la stagione 2004-2005, in quinta divisione con lo York City e le ultime stagioni trascorse a livello semiprofessionistico).

#### Nazionale
Tra il 1992 ed il 1995 ha giocato 2 partite con la nazionale gallese.

### Allenatore
Ha allenato il Whitby Town mentre ancora ci giocava; in seguito ha lavorato come vice in vari club semiprofessionistici inglesi.

## Palmarès

### Giocatore

#### Competizioni nazionali
- Football League Trophy: 1

Grimsby Town: 1997-1998